# Біловодська сільська рада (Роменський район)
Білово́дська сільська́ ра́да — колишній орган місцевого самоврядування в Роменському районі Сумської області. Адміністративний центр — село Біловод.

## Загальні відомості
- Населення ради: 1 356 осіб (станом на 2001 рік)

## Населені пункти
Сільській раді були підпорядковані населені пункти:
- с. Біловод
- с. Веселий Степ
- с. Марківське
- с. Москалівка
- с. Попівка

## Склад ради
Рада складалася з 16 депутатів та голови.
- Голова ради: Доленко Олександр Володимирович
- Секретар ради: Єрмакова Олена Вікторівна

### Керівний склад попередніх скликань
| Прізвище, ім'я, по батькові     | Основні відомості                                                         | Дата обрання | Дата звільнення |
| ------------------------------- | ------------------------------------------------------------------------- | ------------ | --------------- |
| Струг Іван Іванович             | Сільський голова, 1944 року народження, член Комуністичної партії України | 26.03.2006   | 31.10.2010      |
| Доленко Олександр Володимирович | Сільський голова, 1973 року народження, освіта вища, член Партії регіонів | 31.10.2010   |                 |

Примітка: таблиця складена за даними сайту Верховної Ради України